# 安井喜内
安井 喜内（やすい きない）は、安土桃山時代から江戸時代初期にかけての武将。実名は不明。若江八人衆の一人。
はじめ三好康長に仕え、豊臣秀次が康長の養子になるとその家臣となった。文禄4年（1595年）に秀次が死去すると前田玄以に仕えた。慶長7年（1602年）、玄以が没すると、浅野幸長・長晟に仕えた。
慶長20年（1615年）の大坂夏の陣では浅野方として参加し、和泉国での樫井の戦いにて武功を挙げた。その後の消息は不明。